# Џибролтар (Мичиген)
Џибролтар (Мичиген) (енгл. Gibraltar) град је у америчкој савезној држави Мичиген. По попису становништва из 2010. у њему је живело 4.656 становника.

## Демографија
Према попису становништва из 2010. у граду је живело 4.656 становника, што је 392 (9,2%) становника више него 2000. године.
| Група             | 2000.         | 2010.         |
| Белци             | 4.078 (95,6%) | 4.314 (92,7%) |
| Афроамериканци    | 22 (0,5%)     | 92 (2,0%)     |
| Азијати           | 17 (0,4%)     | 34 (0,7%)     |
| Хиспаноамериканци | 78 (1,8%)     | 137 (2,9%)    |
| Укупно            | 4.264         | 4.656         |